# Poeci angielscy (antologia)

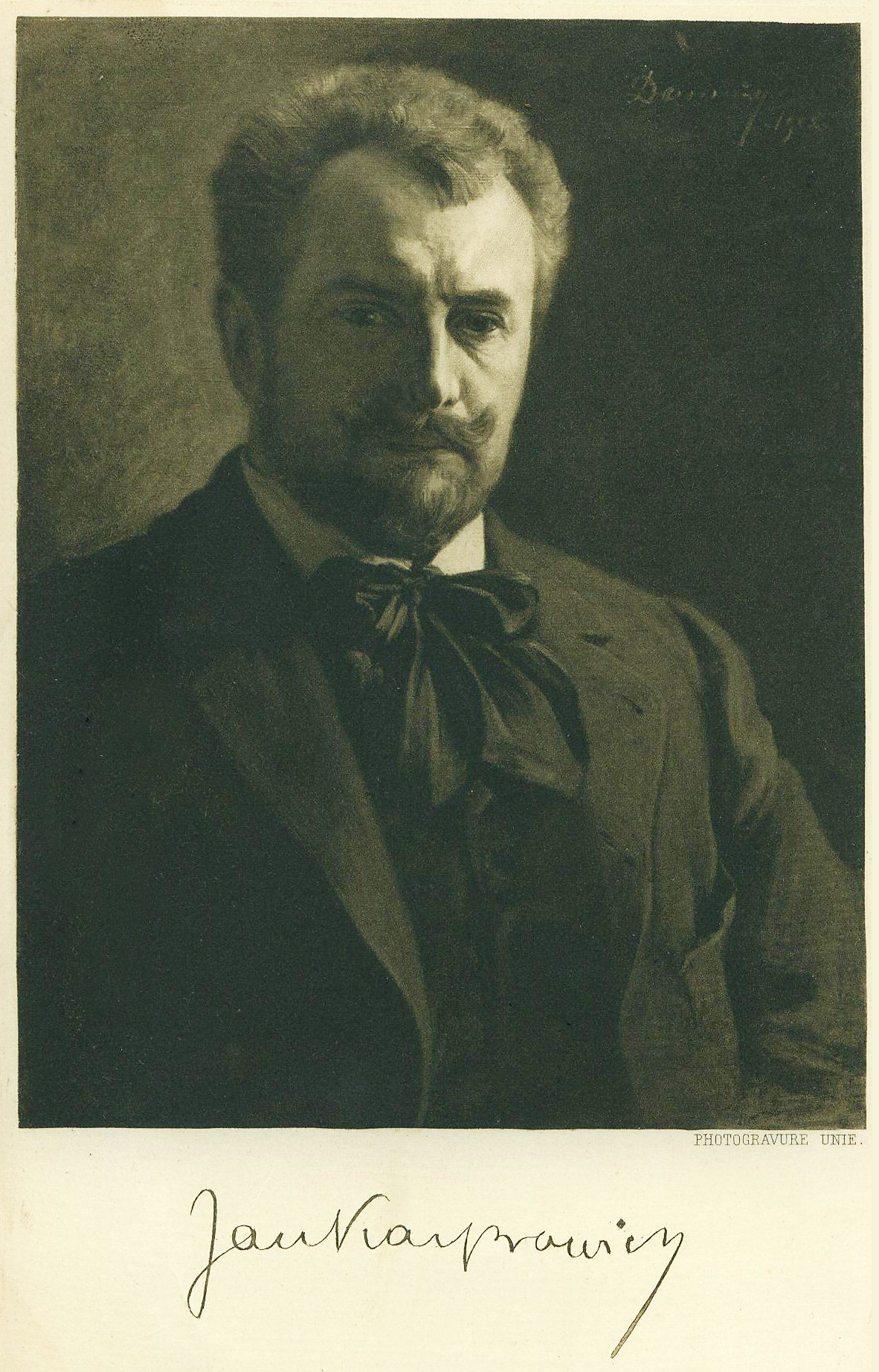
Jan Kasprowicz

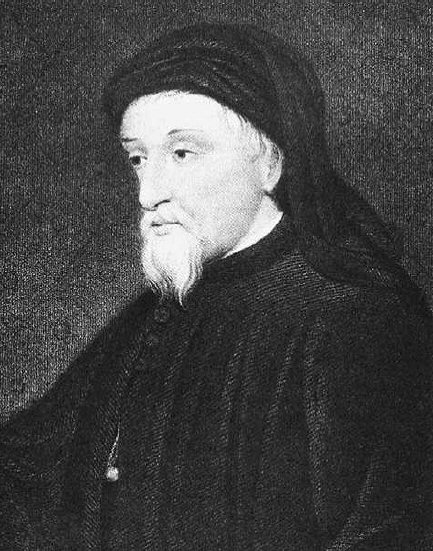
Geoffrey Chaucer był najwcześniejszym poetą uwzględnionym w antologii Jana Kasprowicza

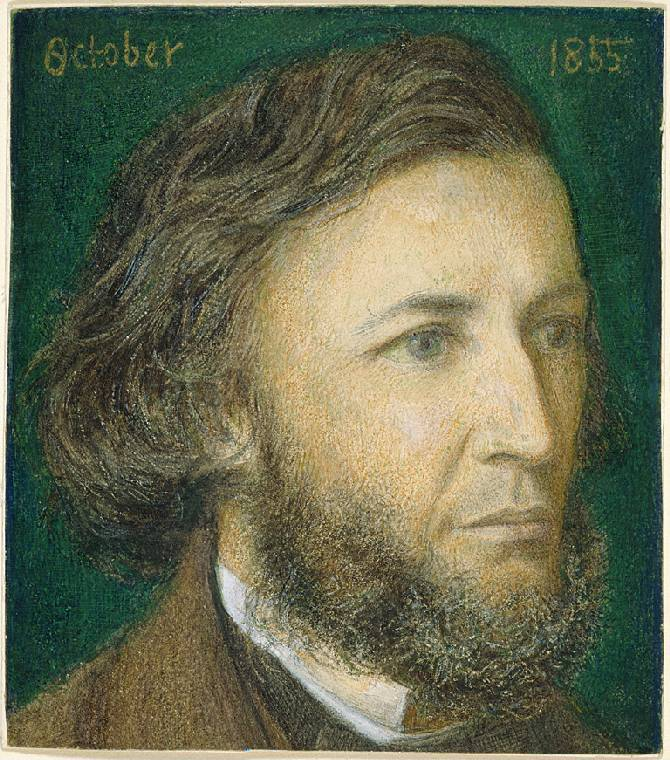
Robert Browning. Portret wykonany przez Dantego Gabriela Rossettiego, malarza i poetę

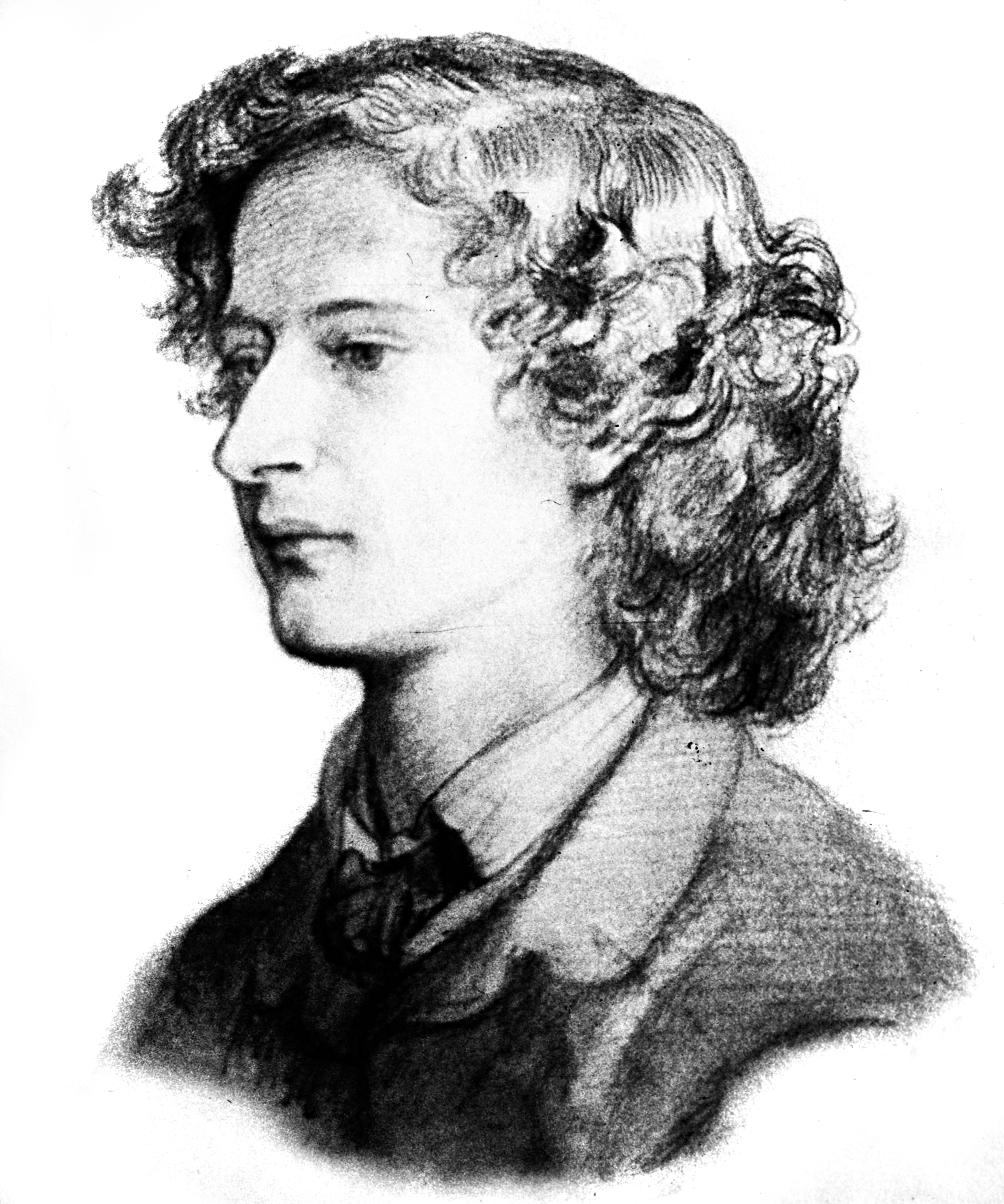
Algernon Charles Swinburne

Poeci angielscy. Wybór poezyi – antologia poezji angielskiej w wyborze i przekładzie Jana Kasprowicza, opublikowana we Lwowie w 1907, nakładem Księgarni H. Altenberga przy udziale firmy E. Wende i Spółka z Warszawy. W publikacji została zaprezentowana twórczość poetów od schyłku średniowiecza do początków XX wieku. Zamieszczone zostały utwory bądź fragmenty większych dzieł. Wśród przedstawionych autorów znaleźli się między innymi Geoffrey Chaucer, Philip Sidney, Edmund Spenser, Christopher Marlowe, William Szekspir, Joseph Addison, Thomas Chatterton, William Blake, Robert Burns, Thomas Moore, William Wordsworth, George Gordon Byron, Percy Bysshe Shelley, John Keats, Thomas Hood, Alfred Tennyson, Robert Browning, Dante Gabriel Rossetti, Algernon Charles Swinburne, Robert Bridges i Oscar Wilde. Kasprowicz uwzględnił też w swoim wyborze poetki, Felicię Hemans, Caroline Norton, Leticię Elizabeth Landon i Elizabeth Browning. W antologii znalazł się przekład Pieśni o starym żeglarzu Samuela Taylora Coleridge'a. Kasprowicz sięgnął też po największy renesansowy epos angielski, Królową wieszczek Spensera i przełożył fragmenty księgi pierwszej. Do najkrótszych włączonych do wyboru wierszy zalicza się Spotkanie w nocy Roberta Browninga:
Szara głąb morza, długi, ciemny ląd;
Ogromny, żółty półksiężyca róg;
Nagły, syczący, nieprzytomny tan
Zbudzonych ze snu kędzierzawych pian –
Lotne me czółno szybki toczy łuk,
W piasku wilgotnym zgasł już jego prąd.
Potem ćwierć mili jeszcze brzegiem, wzdłuż;
 Trzy jeszcze pola pod najbliższy dach;
Potem w okienko stuk, stuk, ostry trzask
I niebieskawy wraz siarczyka blask,
Głos, który radość tłumiła i strach –
I dwa wzajemnie biją serca już...
Szczególnie dużo miejsca Kasprowicz poświęcił Shelleyowi, z którego twórczości przedstawił sonet Anglia w roku 1819, cykl sonetów Oda do wiatru zachodniego, poematy Alastor czyli duch samotności, Epipsychidion i elegię na cześć młodo zmarłego Johna Keatsa Adonais. Natomiast z poezji tego ostatniego wybrał nieukończony epos Hyperion.
Wysiłek Kasprowicza w zakresie przyswajania poezji angielskiej został dostrzeżony w świecie anglosaskim. Josephine Nicoll, omawiając przekładowy dorobek poety, podkreśla szerokie ramy czasowe jego antologii w doborze autorów.
Kasprowicz przełożył wiele utworów o bardzo skomplikowanej budowie wersyfikacyjnej. Przetłumaczył między innymi poematy napisane strofą spenserowską i liczne sonety. Dokładnie tych samych form używał równolegle w swojej twórczości oryginalnej.